# Yūichi Maeda
Yūichi Maeda (前田有一 Maeda Yūichi?, nacido en 1972) es un crítico de cine japonés de Kameari, Katsushika, Tokio.
Trabajó en bienes raíces, maestro en ejercicios de salud, escritor de los problemas de los consumidores y luego se convirtió en un crítico de cine.